# Carl Emil Roth
Carl Emil August Roth, född 1830, död 1885 var en svensk industriman och delägare i Ludvika bruk. Han var son till Carl Reinhold Roth och bror till Carl Edward Roth och Carl Ehrenfried Roth.

## Liv och verk
Familjen Roth är intimt förknippat med Ludvika bruk. Carl Emil Roth var bosatt i Stockholm och skötte brukets försäljning och finanser.
När Carl Emil Roth avled 1885, blev brodern Carl Edward Roth, som varit brukets disponent efter faderns död, ensam ägare. Vid hans frånfälle 1898 övergick bruket till de tre sönerna. Dessa bildade 1901 aktiebolaget Ludvika Bruksegare, som övertog rörelsen med den äldste sonen, häradshövding Carl Roth, som chef. Emil Roths initialer ”ER” finns på den lilla parken Gungholmen vid Nya Prästhyttan som hörde till Ludvika bruk.
Carl Emil Roth gravsattes den 6 oktober 1885 på Norra begravningsplatsen i Solna kommun.